# Прапор Козятинського району
Пра́пор Козя́тинського райо́ну — офіційний символ Козятинського району Вінницької області, затверджений 20 квітня 2007 року сесією Козятинської районної ради.

## Опис
Прапор являє собою прямокутне полотнище зі співвідношенням сторін 2:3 та складається з трьох рівновеликих горизонтальних смуг: синьої, жовтої та зеленої.

## Символіка
Зелений колір у нижній частині прапора символізує життя, землеробство лісостепу, жовтий — дозрілу хлібну ниву, а синій — мирне небо та водні угіддя.